# Hans Jæger
Pour les articles homonymes, voir De Jager ou De Jaeger et Jaeger.
 (janvier 2017).
Hans Henrik Jæger est né à Drammen le 2 septembre 1854 et mort à la suite d'un cancer le 8 février 1910 à Tostrupgarden, près d'Oslo. Il est un écrivain, philosophe et théoricien anarchiste norvégien.
Plus qu'une figure de la pensée et un écrivain original, ce leader de la bohème norvégienne, partisan obstiné et fanatique du libre développement de la jeunesse a été la plume et la voix provocante, amoncelant sur elles une petite crise de société norvégienne.
L'affaire Jaeger est une dénonciation acharnée, autant sociale que politique, des mortelles entraves de la morale officielle à la libération sexuelle des classes aisées. Si Hans Jaeger s'est attiré soudain les foudres des autorités alors qu'il professait ses opinions dans un climat de tolérance depuis de nombreuses années, ce n'est pas seulement par une influence de la lente montée du rigorisme protestant et de la mouvance piétiste, c'est le changement de donne politique qui survient avec la prise de pouvoir au parlement après 1884 de la gauche norvégienne, balayant les soutiens de la haute société danophile, et rendant inutile les efforts ardents des patriotes du champ littéraire contre ces derniers.
Ayant épuisé les recours légaux, la contre-attaque virulente d'une fraction de la haute bourgeoisie élitiste, perdante effrayée par les visages de la pensée et de la vie technologique moderne, visent alors la littérature, l'art et la science moderne. Comme le comprirent quelques grands écrivains, l'attaque visait toute la bohème d'Oslo au-delà du thème retenu et souhaitait disqualifier les artistes et créateurs de la société de demain, société qui menaçait les agresseurs. Les crises virulentes de l'affaire Jaeger, divisant parfois les familles en leur sein de longues années, sont toutefois contenues dans le microcosme urbain de Kristiana, la future Oslo.

## À la rude école de la vie

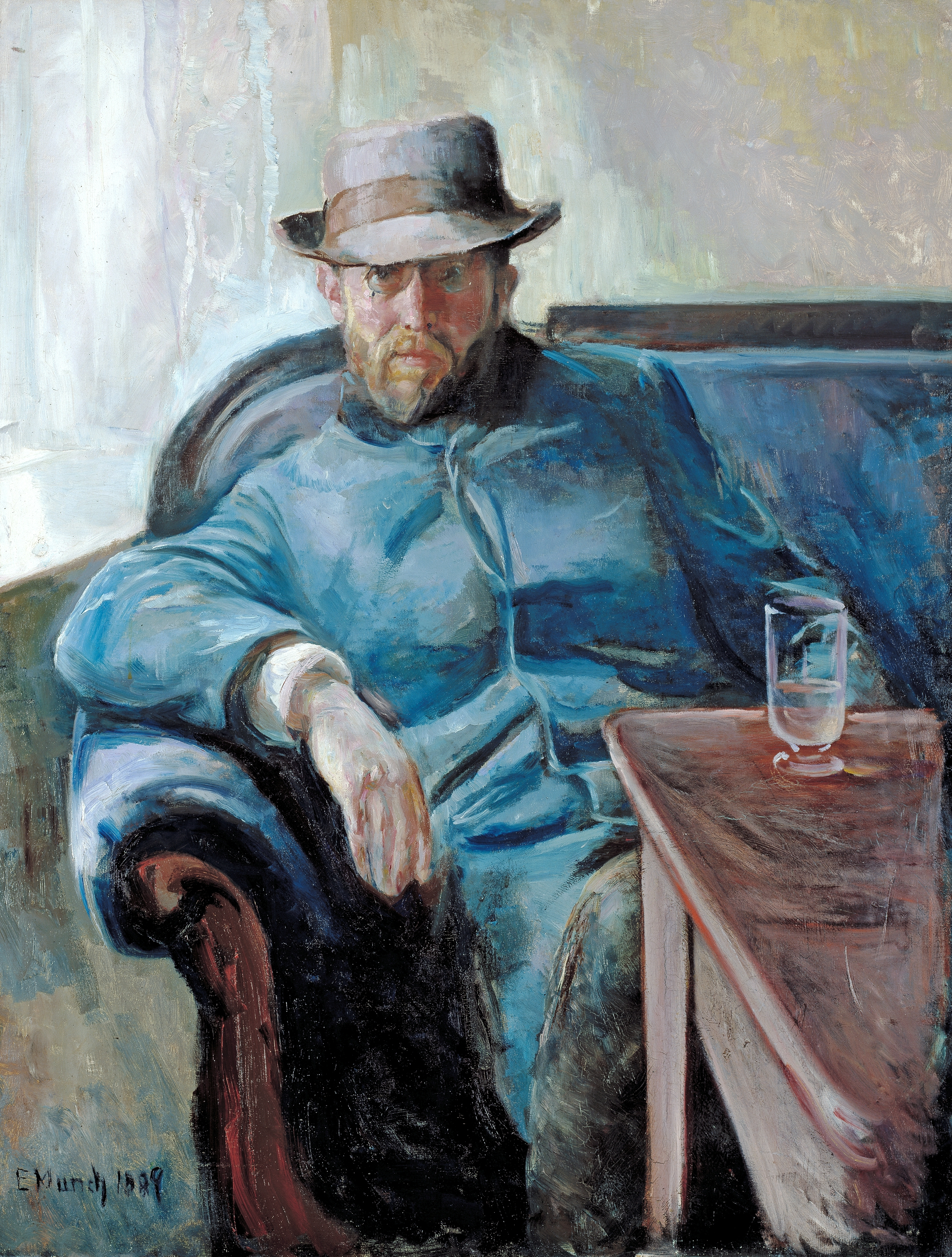
Portrait assis, 1889, peinture à l'huile d'Edvard Munch.

Son père est officier de police. À l'âge de 14 ans, il perd ses parents et doit apprendre à se débrouiller seul : l'orphelin s'embarque dans la marine et gravit les échelons devenant par la suite officier.
En 1874, l'ancien capitaine débarque et étudie à Christiana, menant une vie sexuelle libre. Il obtient son bac en 1875, commençant des études de philosophie sur la recherche de la liberté. Il s'insurge contre le mariage bourgeois et les convenances religieuses qui attachent la femme soumise à un foyer, dans le meilleur des cas environnée de dentelles et occupée à commander et surveiller une domesticité appliquée et nombreuse, tout en autorisant à l'homme dominateur la fréquentation des lieux tolérés de prostitution.

## Au contact des artistes et de leurs libres communautés
L'étudiant fréquente les milieux d'artistes et de littérateurs. Devenu fonctionnaire, Hans Jaeger s'engage dans l'écriture et s'efforce en parallèle d'entrer dans le milieu du journalisme. Il deviendra un fondateur invétéré de journaux ou périodiques éphémères qui seront aussi sulfureux envers la bonne société bourgeoise que provocants envers la morale puritaine de l'époque. 
Mais pour l'heure, ses premiers écrits sont bien peu connus, et, profitant de sa science du monde maritime, Hans pimente sa vie dès qu'il le peut en organisant des petites croisières et des sorties bon enfant sur des bateaux loués et affrétés par ses soins. 
Voguant sur les eaux des fjords, en particulier sur le vaste fjord d'Oslo, il fait découvrir les rivages avec pour toile de fond les arrière-pays montagneux. Le capitaine Jaeger sait recruter à moindre frais un équipage sérieux et compétent. Pour assurer les visites, prendre soin de ses passagers costumés (au passage délicats), ou décrire avec des mots choisis les paysages à la bonne bourgeoisie, il embarque sans frais de jeunes amateurs de belles lettres, bons rhéteurs ou, s'il le peut, des étudiants en arts tout aussi fauchés. Parmi eux, il remarque un beau jeune homme fiévreux, le jeune peintre Edvard Munch, captivé par les paysages de rivages. Le soir, le bon capitaine abandonnant veste et casquette redevient un joyeux drille, buveur et joueur, animateur de soirées festives se muant au fil de la nuit en penseur socratique, qui refait inlassablement le monde dans les cafés enfumés. Et il n'hésite pas à inviter ses jeunes amis artistes et à les initier à sa conception de l'existence. 
Lorsque les écrits de l'auteur Jaeger dévoilant les mœurs des artistes et écrivains défrayent la chronique, recevant les flèches vindicatives de la presse norvégienne bien-pensante, la réaction de la bonne société de Kristiania n'en est que plus violente, car elle avait confiée à ce « brave navigateur poète et philosophe », présenté dorénavant en corrupteur de la jeunesse et en vieux satyre épris de sexe libre, ses jeunes filles et ses femmes.

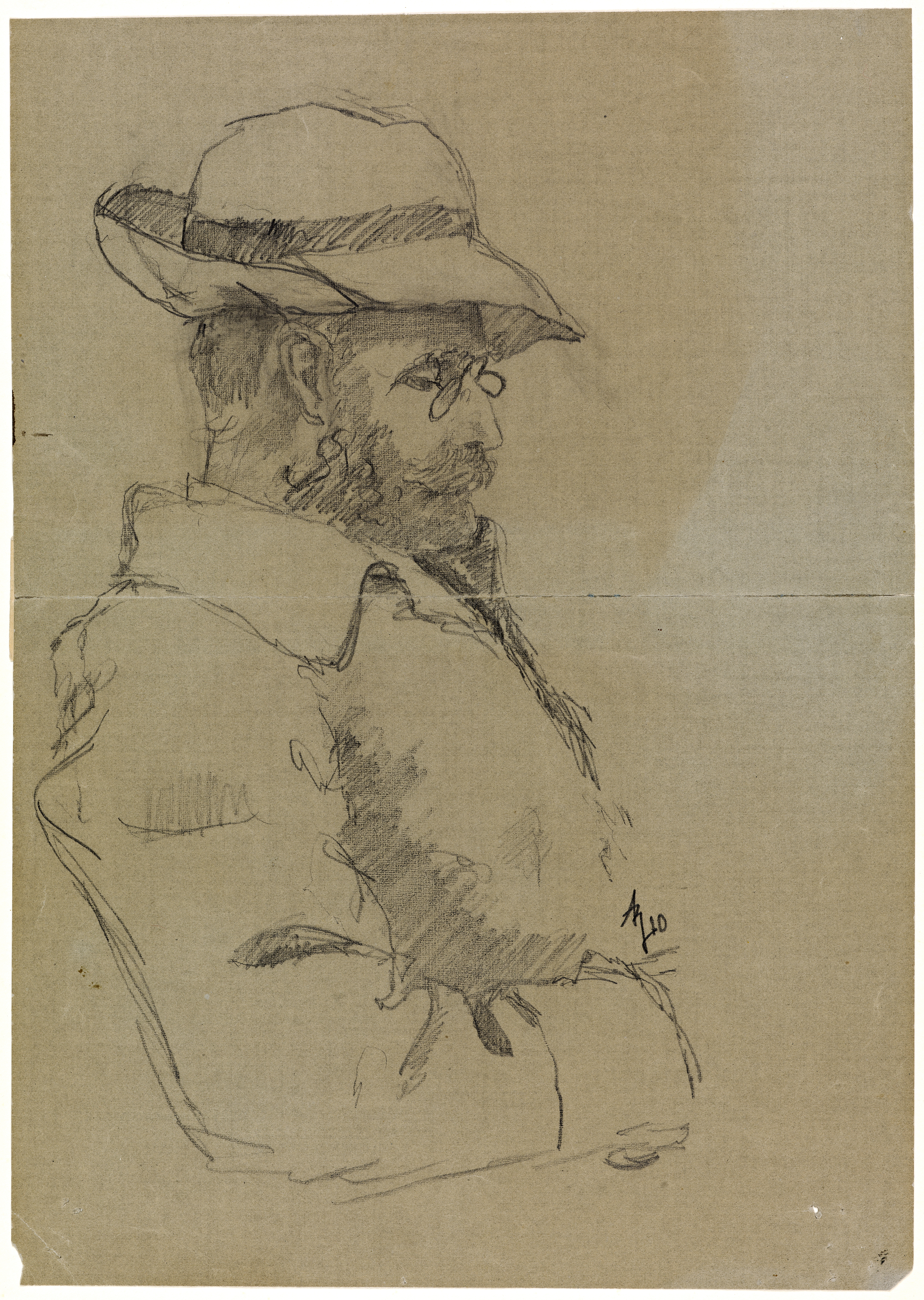
Hans Jæger par Andreas Bloch.

## Penseur féministe engagé contre les conventions oppressives bourgeoises
Au début des années 1880, ce penseur méticuleusement intransigeant, mais bon compagnon festif, généreux séducteur de femmes, montrant une rectitude morale exemplaire et une gentillesse débonnaire, ne fait plus seulement partie de la bohème littéraire de Kristiania, il en est un animateur incontournable. Il connaît et rencontre les artistes et littérateurs les plus prometteurs. Il fréquente Christian Krohg, Erik Werenskiold et celle qui deviendra leur élève et modèle, Oda Lasson, qui est déjà sa maîtresse. Une minorité de femmes libres, revendiquant leur autonomie de choix ou déjà adhérentes au courant féministe, plus littéraire que politique, soutiennent ces positions de principe. Parmi elles, Milly Ihlen deviendra une des premières journalistes de presse, chroniqueuse de mode et de cuisine.   
Professionnellement, l'apprenti littérateur travaille, sans grande créativité, à l'enregistrement et l'archivage des débats du Storting, parlement norvégien.
Mais le penseur multiplie les interventions. En 1881/1882, au cours d'une série de conférences à la société des travailleurs et à l'union des étudiants, il défend l'amour libre. Puis les auditeurs se lassent de la propagande théorique d'un penseur qui a la volonté farouche d'exprimer sa vérité quoi qu'il en coûte. Il s'exprime alors par le biais du théâtre, puis l'arrivée en Norvège et la traduction des premiers romans d'Émile Zola suscite une irrépressible vocation de romancier naturaliste. 
En 1885, il publie son seul opus qui ait défrayé la chronique littéraire Fra Kristiania Bohemen (Scènes de la Bohême de Kristiania). Ce roman-témoignage d'aspect naturaliste, composé de rapports objectifs, de portraits quasi-photographiques ou de faits bruts décrit la vie de groupes d'artistes et d'écrivains norvégiens. Ce n'est pas une vraie œuvre littéraire, mais un reportage journalistique sans sophistication hypocrite ou un banal exposé de faits triviaux au service d'une morale sexuelle libertaire et d'une philosophie de la liberté anarchiste est aussitôt saisi par les autorités puritaines dès que son contenu est dénoncé. Le livre qui dit les choses qui ne se disent pas est honni par les bonnes familles, rapidement interdit pour outrage aux bonnes mœurs. Les polémiques deviennent violentes : l'auteur est accusé d'importer un naturalisme anarchique dans la capitale, le brave citoyen devenant un singe à la sexualité incontrôlable.
Jæger fait de la prison malgré la défense en première ligne de célébrités littéraires sincèrement émues telles que Jonas Lie, ou de ses amis écrivains à tendances radicales qui lui trouvent la sincérité d'un bon caractère ; il doit payer une amende, perd son emploi de fonctionnaire et, en 1886, il est jugé en procès et condamné pour immoralité, puis pratiquement de facto expulsé du territoire.
Désormais, Jæger se réfugie à Paris. Il participe toutefois entre 1886 et 1890 à la revue L'impressionniste (Impressionisten) dirigé par Christian Krohg. Piètre compensation, c'est une célébrité éphémère de la bohème norvégienne en exil, portraituré par le pinceau d'Edvard Munch en 1889. En février 1889, il publie dans cette même revue les Neuf commandements de la bohème de Christiania : 1. Ta propre existence écriras. 2. Tes racines familiales trancheras. 3. Tes géniteurs jamais assez ne maltraiteras. 4. Ton prochain jamais pour moins de cinq couronnes ne frapperas. 5. Tous les paysans du style Bjørnstjerne Bjørnson, Kristoffer Kristoffersen et Kolbenstvedt tu haïras et mépriseras. 6. Des manchettes en celluloïd jamais ne porteras. 7. Au Kristiania-Théâtre de faire scandale jamais ne manqueras. 8. De rien jamais ne te repentiras. 9. Tu te suicideras (cité en français dans Uwe M. Schneede, Edvard Munch. Les chefs-d'œuvre de jeunesse, Paris, Mosel, 1988, p.10-11).
Instable et souvent malade, il vit même deux ans dans le Finistère à Concarneau, puis l'ancien artiste s'installe à Paris comme commis, puis employé d'agent d'assurances de 1892 à 1908. Il écrit en journaliste indépendant, mais nostalgique de la Norvège, ne cesse de penser à son pays et y retourne régulièrement pour retrouver les cercles d'amis des années 1880 et accessoirement, portant la couronne du contestataire radical de la bonne société, les inciter à continuer la fronde provocatrice, voire la rébellion. 
Mais le groupe autrefois animé et solidaire se disperse lentement et se disloque définitivement, les folies et licences de mœurs cessent puisque ces membres plus âgés sont happés par les contraintes de la vie sérieuse. Quand Hans Jaeger peut à nouveau s'installer définitivement à Oslo, c'est, après les rapides et multiples échecs de vaines espérances éditoriales anarchistes, une affreuse solitude pessimiste et une misère noire qui l'attendent. Ce grand mélancolique caché, autrefois si virulent et combattif, y succombe. L'ancien exilé vit péniblement ces deux ultimes années, malade oublié de tous et grabataire accablé par l'indifférence de ses concitoyens matérialistes et individualistes préoccupés de leur étroite vie familiale et de l'attrait d'un meilleur confort. Il meurt près de Kristiania, à Tostrupgarden, banlieue actuelle d'Oslo dans le dénuement social et l'anonymat.

## Un interminable débat de société: l'affaire Jaeger
Bien après la provocation de l'anarchiste intellectuel en faveur de la libération sexuelle, le débat redondant agite la capitale provinciale. Au-delà de sa condamnation officielle, l'affaire Jaeger perturbe les consciences. Filles et garçons protestants ont été souvent plus libres dans les faits avec leur corps et l'apprentissage de la sexualité que dans les écrits autorisés, au contraire des fortes rigueurs latines et catholiques. Mais la publicité des comportements de la bohème artistique horrifie les piétistes et une fraction de la bourgeoisie. Elle renforce l'action des ligues intolérantes qui avait commencé dès 1879 à pourchasser les mœurs péripatéticiennes et entraver la prostitution portuaire, en particulier à Bergen. 
Des scandinavologues ont comparé avec humour l'affaire Jaeger à l'affaire Dreyfus. La France latine au bord de la guerre civile ne peut discuter de la suprématie de la nation et de la valeur infaillible de l'armée qui la défend. Dénoncer la manipulation politique fait naître une figure de proue de la pensée : l'intellectuel qui soutient non pas l'État, mais la vérité ou sa quête pour une cause juste.
L'affaire norvégienne est une crise de mutation sociale dans un monde en paix. Mais la vie sexuelle des jeunes femmes qui préoccupe Hans Jaeger a aussi des incidences politiques. Comment discuter de la vie sexuelle ? Peut-on décrire ce qui se passe sous ses yeux ? Hans Jaeger est certes un voyeur de la bohème libertine, mais son texte réaliste ne ment pas et les théories qu'il professe peuvent réveiller, voire offusquer le pieux protestant ou le piétiste qui s'ennuie dans une province scandinave pacifiée. 
Le besoin de sexe doit-il amener, obliger à une libération anarchique des corps féminins ? Ne peut-on pas étudier la sexualité humaine librement ? Dans ce cas, la censure et l'hypocrisie des comportements ou des pratiques sexuées deviennent intolérables, si elles sont cautionnées par les autorités administratives et l'État. Seule la morale et la religion (éventuellement personnelle, à défaut de droit à l'intimité ou à la pudeur) peuvent refuser ou écarter le dévoilement systématique que propose le philosophe libertaire. La voie strictement morale pour sortir des tourments de l'affaire Jaeger est d'ailleurs celle de la littérature norvégienne qui ne nie pas le sexe. Les humoristes signalent avec noirceur que Jaeger, à l'origine vigoureux jeune homme et excellent penseur, est devenu une loque malade au terme d'un combat libertaire qui ne lui a accordé qu'une gloire éphémère et assuré une misère sordide après une vie itinérante. 
Le débat sur la prostitution et la liberté sexuelle s'éternise et les sommités intellectuelles doivent intervenir : Bjørnstjerne Bjørnson dénonce l'illusion de l'amour libre, et n'a pas de mal à pourfendre l'égoïsme foncier de la jeune bohème. Les jeunes écrivains, s'ils ne peuvent accabler le scrupuleux descripteur des faits, attirent sur la responsabilité morale que les dérives libertaires entrainent. Hans Kinck insiste sur les éventuels fruits des unions : « Et l'enfant ? ». D'autres pourfendent l'amoralisme d'une telle position fanatique, néfaste pour les jeunes gens insouciants et les âmes faibles qui peuvent croire en un éphémère paradis sexuel. Et ils n'ont qu'à signaler en ultime preuve de leur démonstration la loque physique qu'Hans Jaeger est devenu.

## Idées
Jæger est un penseur individualiste qui s'est fait essentiellement connaître par son combat virulent contre le mariage bourgeois. Fiché en penseur anarchiste et révolutionnaire, hantise des pouvoirs publics, le penseur, piètre homme de lettres, n'a pu bénéficier d'entrée dans le monde de l'édition. À la suite de son premier roman Scènes de la bohème de Kristiania, ses propositions de textes sont souvent refusées, voire interdites et poursuivies dans les pays d'Europe du Nord. Ses œuvres jugées subversives sont publiées en Norvège dans les années 1950, puis de façon plus complète tardivement en 1969.

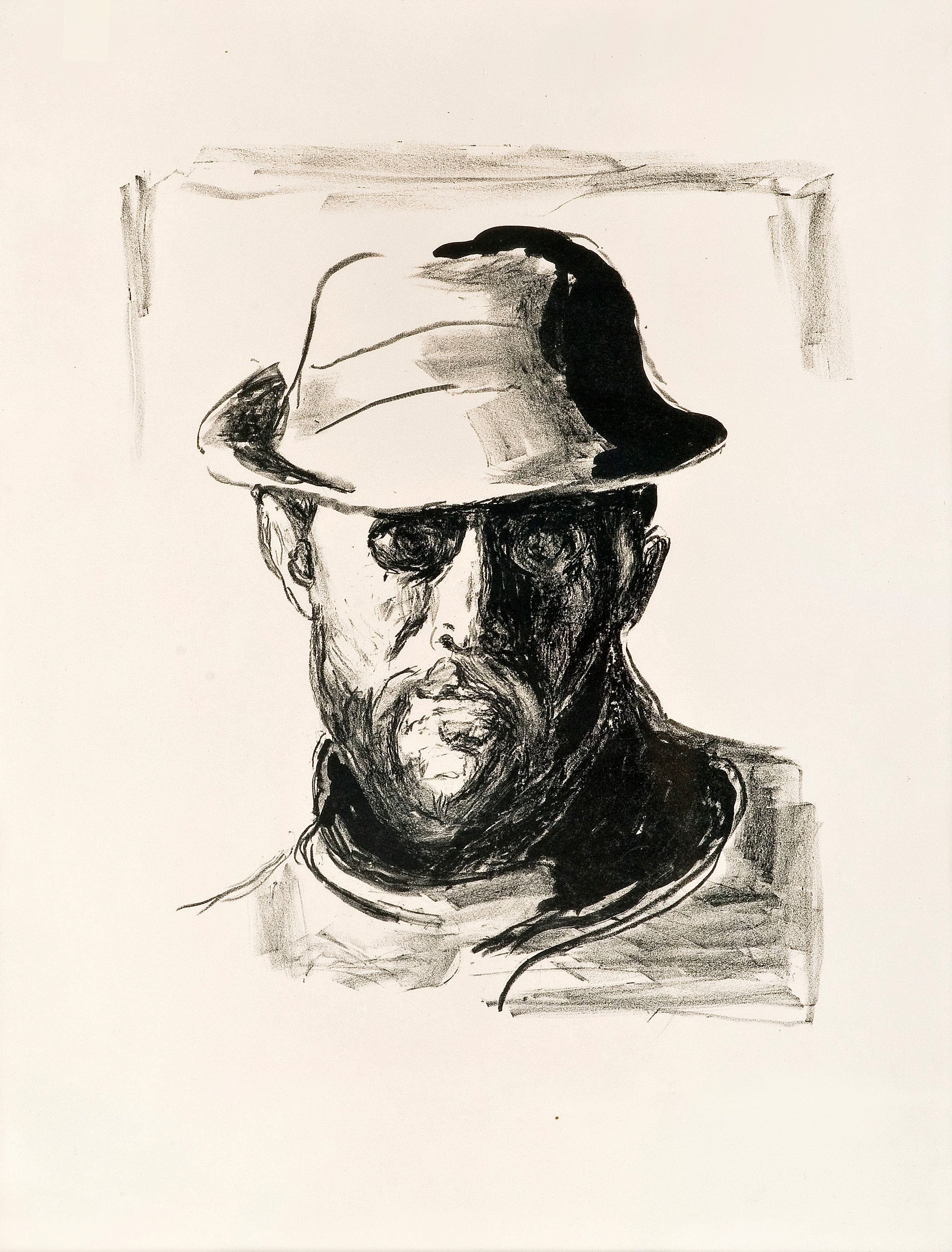
Portrait par Edvard Munch, lithographie 1943/44.

Jæger appartient à la vieille école de l'anarchisme : c'est un « personnage » de la Norvège des années 1880, qui a porté différents courants régionalistes contestataires. Et il est fascinant de penser à la filiation littéraire que son attitude philosophique révoltée, sa pensée individualiste, sa description plus terre-à-terre que littéraire de la bohème norvégienne ont engendré. Parmi ces jeunes artistes, les écrivains Knut Hamsun et Hans Kinck, frappés par la soudaine répression qui accabla quelqu'un qui écrivait bien simplement ce que tous les initiés savaient être des faits prouvés et connus. Mais la vérité d'un champ littéraire vivant se moque finalement de l'hégémonie politique et des censures pourtant destructrices qu'elle ne cesse d'imposer par intérêt de pouvoir à la pensée.

## Œuvre
- La Critique de la raison pure de Kant, 1878, essai attaquant la morale chrétienne.
- Une soirée dansante, 1878, discussion avec Arne Garborg.
- Olga, drame en trois actes, 1883, une pièce de théâtre contre le mariage bourgeois avec un débat sur la prostitution et la liberté sexuelle.
- Une séduction intellectuelle, 1884, pièce de théâtre sur ces idées philosophiques, apportant la fondation d'une école de jeunes filles, à qui on autoriserait de se donner librement suivant leurs désirs.
- Olga, 1884, roman de propagande pour ses idées sur la libération des relations sexuelles.
- Scènes de la bohème de Kristiania, traduction de Fra Kristiana-Bohemen, 1885, un reportage copiant les écrits naturalistes interdits après une première diffusion inaperçue par la censure. Une deuxième édition remaniée est toutefois publiée en 1895 avec l'agrément des autorités, sans doute pour faire disparaître l'attrait de l'illicite.

Fragments de confession (automne 1887 à 1889) :
- Un jour de ma vie, 1887, écrit où l'auteur propose une union organisée de toute la bohème.
- L'impressionniste, 1887.
- Images de Christiana, 1888.
- Petites nouvelles, 1889.

Trilogie autobiographique d'une rare franchise :
- Amour malade, 1893.
- Confessions, 1902.
- Prison et désespoir, 1903.

Livre d'engagement anarchiste :
- La Bible de l'anarchie (Anarkiets Bibel), 1906, livre pamphlet attaquant les puissances de l'argent et le capitalisme.

Journaux de combat (Hans Jaeger, rédacteur en chef de ces périodiques éphémères) :
- Korsaren (Le Corsaire)
- Skorpionen (Le Scorpion) devenu Revolten (La Révolte)

## Notices
- Notices d'autorité :   - VIAF
  - ISNI
  - BnF (données)
  - IdRef
  - LCCN
  - GND
  - Italie
  - Pays-Bas
  - Norvège
  - Tchéquie
- Notices dans des dictionnaires ou encyclopédies généralistes :   - Britannica
  - Brockhaus
  - Den Store Danske Encyklopædi
  - Enciclopedia De Agostini
  - Hrvatska Enciklopedija
  - Internetowa encyklopedia PWN
  - Nationalencyklopedin
  - Norsk biografisk leksikon
  - Proleksis enciklopedija
  - Store norske leksikon
  - Treccani
  - Visuotinė lietuvių enciklopedija
.
- L'Éphéméride anarchiste : notice biographique.